# Гудов, Иван Иванович
Ива́н Ива́нович Гу́дов (1907—1983) — советский рабочий-фрезеровщик, один из зачинателей стахановского движения в станкостроении в 1930-х годах, Герой Социалистического Труда (1975).

## Биография

### Ранние годы
Родился 21 января 1907 года в селе Дебри  в 35 км от уездного города Козельска Калужской губернии (ныне — Козельский район, Калужская область) в крестьянской семье. В семь лет стал круглым сиротой и был принят в семью двоюродного брата. В 9 лет стал работать подпаском, после революции два года батрачил в окрестностях Тулы. После гражданской войны беспризорничал, скитался по стране, дойдя до Кубани. В 1921 году вернулся в своё село. Работал на торфоразработках во Владимирской губернии. Вступил в РКСМ. В 1926 году в поисках работы уехал из родного села в Орехово-Зуево.
По направлению комсомола стал воспитателем Алексеевской школьной колонии в Подмосковье, а затем заведующим этой колонией.  Усадьба Знаменское, где располагалась колония, принадлежала ранее Н. С. Мартынову (1815—1875), застрелившему на дуэли М. Ю. Лермонтова. Воспитанникам, которые заинтересовались этим фактом, Гудов рассказал о Лермонтове, что знал, и, найдя в библиотеке томик поэта, продекламировал им его стихотворения «Бородино», «Мцыри», «Узник». По воспоминаниям самого Гудова, реакция впечатлённых воспитанников, среди которых были бывшие беспризорники и малолетние преступники, оказалась неожиданной: они бросились к фамильному склепу и в отместку за убийство поэта, невзирая на увещевания воспитателя, вытащили останки Мартынова и утопили их в ближайшем пруду.

### В стахановском движении
В 1934 году, желая получить надёжную профессию, Иван Гудов вместе с женой и двумя дочерьми переехал в Москву. В августе 1934 года поступил на Московский станкостроительный завод имени С. Орджоникидзе чернорабочим механического цеха. На заводе он с отличием окончил шестимесячные производственно-технические курсы фрезеровщиков и с марта 1935 года стал самостоятельно работать на немецком фрезерном станке «Фриц Вернер».
Будучи человеком организованным и сметливым, И. Гудов не только постепенно повышал своё мастерство, но и досконально анализировал технологический процесс, пытался найти способы сохранить качество и увеличить количество изготовляемых деталей. Первые достижения И. Гудова выразились в увеличении скорости резания в 3—4 раза и скорости подачи в 4—5 раз по сравнению с действовавшими нормами. 13 сентября 1935 года И. Гудов, обрабатывая детали одновременно двумя фрезами и увеличивая скорость подачи и резания металла, вместо 43 сделал 117 деталей, причём отличного качества, и тем самым выполнил норму на 272 %.
14—17 ноября 1935 года И. Гудов был участником первого Всесоюзного совещания стахановцев промышленности и транспорта с участием И. В. Сталина. 9 декабря 1935 года газетами опубликовано постановление ЦИК СССР о награждении инициаторов стахановского движения, среди которых был и И. И. Гудов, отмеченный орденом Трудового Красного Знамени. Вручение ордена состоялось в торжественной обстановке 27 января 1936 года в зале заседания Президиума ЦИК, где И. И. Гудов был лично представлен И. В. Сталину.
После пересмотра норм выработки и установления более жёсткого режима резания И. И. Гудов стал искать новые пути для значительного подъёма производительности труда. Обработку деталей, производившуюся ранее на трёх разных станках, Гудов совместил на одном станке. Он ликвидировал холостой ход станков, применил ряд специальных приспособлений и ввёл одновременную обработку многих деталей. Благодаря этим нововведениям Гудов последовательно повышал свои рекорды: новые, пересмотренные нормы он выполнил 8 июня 1936 года на 650 %, в сентябре 1936 года — на 1200 %, в марте 1937 года — на 1500 %, в ноябре 1937 года — на 1900 %, 7 декабря он дал 4582 % нормы и 23 декабря — 9050 % нормы.
Работа Гудова поставила ряд новых задач перед конструкторами станков и перед теоретиками машиностроения. Гудов широко передавал свой опыт другим, показывая свои методы работы и на других заводах.
Благодаря своим рекордным достижениям Иван Гудов стал считаться одним из родоначальников движения, начатого в то же самое время Алексеем Стахановым и получившего наименование стахановского. Имя передовика производства, орденоносца благодаря советским средствам массовой информации в кратчайший срок получило всесоюзную известность. В декабре 1937 года по предложению коллективов станкостроительного, металлопрокатного заводов и завода «Станкоконструкция» он был избран депутатом Верховного Совета СССР первого созыва (1938—1946) от Ленинского избирательного округа Москвы. Избирался также депутатом Моссовета. В августе 1938 года И. И. Гудов стал кандидатом в члены ВКП(б). В марте 1939 года он был досрочно принят в ряды партии и тут же избран делегатом XVIII съезда.
Во Всесоюзном научном обществе инженеров-машиностроителей (ВНИТОМАШ) его избрали заместителем председателя оргбюро. Являлся также председателем Комиссии содействия изобретателям при ЦК ВЛКСМ (с 1941), членом методического совета трудовых резервов, членом ЦК профсоюза. С 1942 года — член редколлегии журнала «Техника — молодёжи». Был значкистом ГТО.
В 1939 году на советские экраны вышел художественно-документальный фильм «Иван Гудов» (режиссёр П. А. Зиновьев), в котором Гудов и его товарищи по работе  играли самих себя. В фильме звучали две песни «гудовцев».

### Образование
В 1938 году И. И. Гудов был направлен на учёбу во Всесоюзную промышленную академию, выпускающую инженеров (позже она была реорганизована в Высшую школу техников). После перерыва в учёбе, связанного с эвакуацией, был зачислен в Московский вечерний машиностроительный институт, который успешно окончил в декабре 1944 года. После войны учился также в вечернем Университете марксизма-ленинизма, в университете рабочих корреспондентов московского отделения Союза журналистов СССР, на инженерно-экономическом факультете Университета технического прогресса и экономических знаний.

### Военные годы
С началом Великой Отечественной войны И. И. Гудов по поручению Московского горкома партии активно влился в работу по переводу станкостроительной промышленности на военные рельсы и внедрению скоростных методов резания, тем более что на заводах ожидалось появление значительного количества неквалифицированных рабочих из числа женщин, подростков и пожилых людей.
В октябре 1941 года И. И. Гудов был командирован в Горький, где его назначили заместителем начальника цеха по подготовке производства в отделе моторов Горьковского автомобильного завода. Через полгода, с восстановлением Наркомата станкостроительной и инструментальной промышленности СССР, ликвидированного в начале войны, он был возвращён в Москву и назначен заместителем начальника Главстанкосмежпрома. На этом посту он решал вопросы снабжения предприятий отрасли. В 1942 году по инициативе ВНИТОМАШа и с участием И. И. Гудова был создан подвижной авторемонтный завод-поезд для оперативного ремонта на фронте повреждённой техники, в том числе и трофейной. В начале 1943 года он выезжал вместе с поездом в район Демянского плацдарма.

### Мирное время
После войны И. И. Гудов отказался от предлагавшихся ему директорских постов, решив заняться практической и научной работой, и перешёл на должность инженера ВНИТОМАШа. С 1946 года он работал в институте «Оргтяжмаш» Министерства тяжёлого машиностроения СССР, где занимался организацией и внедрением по стране типовых технологических процессов и скоростных методов металлорезания.
В 1951—1958 годах работал заместителем начальника механического цеха по подготовке производства на одном из московских заводов. В 1958 году был выдвинут заводским парткомом на пост ответственного редактора многотиражной газеты «За новую технику» (одновременно оставался старшим инженером инструментального отдела).
Умер 4 октября 1983 года. Похоронен в Москве на Кузьминском кладбище.

### Высшая награда
В 1975 году группа бывших передовиков производства была представлена к высшему трудовому званию. Указом Президиума Верховного Совета СССР от 22 сентября 1975 года за большие заслуги в развитии массового социалистического соревнования, достижение высокой производительности труда, многолетнюю деятельность по внедрению передовых методов работы в станкостроительной и инструментальной промышленности и в связи с 40-летием стахановского движения Ивану Ивановичу Гудову было присвоено звание Героя Социалистического Труда с вручением ордена Ленина и золотой медали «Серп и Молот».

### Адреса
В первый год работы в Москве И. И. Гудов снимал жильё в селе Семёновском в окрестностях столицы. Когда же он отличился на производстве, ему была предоставлена служебная квартира поблизости от завода по адресу: 5-й Верхний Михайловский проезд, д. 24, кв.38. В 1938—1953 годах проживал в Доме на набережной на улице Серафимовича, 2.

## Награды
- медаль «Серп и Молот» (22.09.1975)
- орден Ленина (22.09.1975)
- орден Трудового Красного Знамени (08.12.1935)
- Почётный изобретатель (1936)
- Почётный станкостроитель